# Núria Arias
Núria Arias (Tortosa, 1965) és una artista catalana. Llicenciada en Belles Arts a la Universitat de Barcelona. Des del 1997 fins al 2000 va assistir als cursos monogràfics de gravat a l'Escola d'Art i Disseny de Tarragona. És una artista multidisciplinària, treballa en camp del gravat, la pintura amb tinta i el vídeo. L'any 2000 va presentar a l'Antic Ajuntament de Tarragona l'exposició de gravat “Homo mòbil”, que va itinerari a l'Escola d'Art de Tortosa i al Cercle de Belles Arts de Lleida.

## Obra
L'artista ha estructurat la seva producció pictòrica en tres temes: el cos humà, entre la vida i la mort i paisatges. Treballs que formen part d'un projecte que l'artista està realitzant i que ha titulat “Desenterreu el meu cor de Wounded Knee. Obrint la biblioteca el cor”. Els seus paisatges tenen una clara influència orientalista en blanc i negre, amb algunes notes e color.
Les obres que integren la primera sèrie, “El cos humà”, formalment no són unitàries. No és aquesta la seva intensió, li interessa més la carrera simbòlica i la relaciona íntimament amb la segona sèrie, “Entre la vida i la mort”, en la qual ens dona una visió molt forta de l'existència humana. D'altra banda, tenim el “cos còsmic”, una figura femenina de llarga cabellera en posició fetal que fa la impressió d'estar girant en l'espai. En un segon nivell hi trobem, les figures masculines que es mouen “entre la vida i la mort”, figures en actitud de derrota amb el cap abaixat que avancen cap al buit, cap a la no-existència, però també figures en moviment, plenes de vida.
De la seva producció videogràfica destaquem A través del espejo/ A través del mirall, treball que forma part de l'exposició “El d_efecte barroc” al Centre de Cultura Contemporània de Barcelona (2010) i posteriorment presentada al Centre d'Art Contemporani de Quito, Equador (2011). Una mostra que tenia com a tema el mite de la identitat hispànica sintetitzada en la cultura barroca i les seves derivacions. També, destaquem, Naturagente. Entrevista al mamo Lwntana, dins del marc de la Universitat de Sabers Ancestrals (UDSA) (2015, Colòmbia). Dos treballs que ens parlen dels seus objectius, de la seva recerca en la producció visual i plàstica, que està unida, com hem dit, a la seva consciència política i social.